# Лесковка (Минский район)
Ле́сковка (бел. Лескаўка) — деревня в Минском районе Минской области Белоруссии, входит в состав Боровлянского сельсовета.
Лесковка расположена в 7 км от Минской кольцевой автомобильной дороги в логойском направлении (на северо-восток от Минска). В деревне более десятка улиц и переулков, она входит в большой пригородный жилой массив, куда также можно отнести деревню Боровляны, агрогородок Лесной и поселок Опытный. Обеспечена коммунальными сетями и социальной инфраструктурой.

## История
В 1800 году Лесковка упоминается как застенок с 3 дворами, собственность подполковника Городенского в Минском уезде.
В 1897 году околица на 10 дворов в Острошицко-Городоцкой волости Минского уезда.
В 1917 года действовала начальная школа.
С февраля до декабря 1918 года деревня оккупирована армией Германии, с июля 1919 года до июля 1920 года — армией Польши. С 1919 года в составе БССР.
С 20 августа 1924 года деревня в Острошицко-Городокском сельсовете Острошицко-Городокского района Минского округа (до 26 июля 1930 года).
В 1926 года 34 двора.
С 18 января 1931 года в Логойском, с 26 мая 1935 года в Минском районе.
С 20 февраля 1938 года в Минской области.
Во время Великой Отечественной войны с конца июня 1941 года до начала июля 1944 года оккупирована армией Германии.
С 8 августа 1979 года в Боровлянском сельсовете.
В 1997 году в Лесковке 314 хозяйств, центр совхоза «Боровляны».
В 2010 году Дом культуры, библиотека, отделение связи, магазин, областной туберкулёзный диспансер.
4 ноября 2016 года открыт детский сад.
1 сентября 2018 года открыта Боровлянская средняя школа №3.

## Население
- 1800 год — 21 человек
- 1897 год (перепись) — 57 человек
- 1917 год — 147 человек
- 1926 год (перепись) — 179 человек
- 1997 год — 1356 человек
- 2009 год (перепись) — 1664 человека
- 2018 год — 3544 человека